# Darío de Jesús Monsalve Mejía
Darío de Jesús Monsalve Mejía (Valparaíso, 15 marzo 1948) è un arcivescovo cattolico colombiano, dall'8 dicembre 2022 arcivescovo emerito di Cali.

## Biografia
Darío de Jesús Monsalve Mejía è nato a Valparaíso il 15 marzo 1948.

### Formazione e ministero sacerdotale
Ha conseguito il diploma di maturità presso il seminario minore "San Giovanni Eudes" di Jericó. Ha studiato filosofia presso l'Università Pontificia Bolivariana a Medellín e teologia presso la Pontificia Università Javeriana di Bogotà.
Il 17 ottobre 1976 è stato ordinato presbitero per la diocesi di Jericó. In seguito è stato vicario parrocchiale a Cartago nel 1978; parroco di Santa Inés e Betania dal 1979 al 1983; responsabile dell'ufficio per la pastorale dei laici della Conferenza episcopale dal 1983 al 1986 e consigliere nazionale dell'Azione Cattolica e del consiglio dei laici. Nel 1986 è stato inviato a Roma per studi. Nel 1989 ha conseguito la licenza in teologia biblica presso la Pontificia Università Gregoriana. Tornato in patria è stato professore al seminario maggiore di Jericó dal 1989 al 1990 e rettore dei seminari maggiore e minore di Jericó dal 1990 al 1993.

### Ministero episcopale
Il 7 ottobre 1993 papa Giovanni Paolo II lo ha nominato vescovo ausiliare di Medellín e titolare di Giunca di Mauritania. Ha ricevuto l'ordinazione episcopale il 15 novembre successivo dall'arcivescovo Paolo Romeo, nunzio apostolico in Colombia, co-consacranti il vescovo di Jericó Augusto Aristizábal Ospina e l'arcivescovo metropolita di Medellín Héctor Rueda Hernández.
Il 25 luglio 2001 lo stesso pontefice lo ha promosso vescovo di Málaga-Soatá.
Il 3 giugno 2010 papa Benedetto XVI lo ha nominato arcivescovo coadiutore di Cali. Il 1º agosto successivo è entrato in diocesi con una cerimonia nella cattedrale metropolitana de San Pietro Apostolo. Il 18 maggio 2011 è succeduto alla medesima sede. Il 29 giugno successivo il papa gli ha imposto il pallio, simbolo degli arcivescovi metropoliti, durante una celebrazione svoltasi nella basilica di San Pietro in Vaticano.
Nel settembre del 2012 ha compiuto la visita ad limina.
L'8 dicembre papa Francesco ha accolto la sua rinuncia al governo pastorale dell'arcidiocesi di Cali; gli è succeduto l'arcivescovo coadiutore Luis Fernando Rodríguez Velásquez.

## Genealogia episcopale
La genealogia episcopale è:
- Cardinale Scipione Rebiba
- Cardinale Giulio Antonio Santori
- Cardinale Girolamo Bernerio, O.P.
- Arcivescovo Galeazzo Sanvitale
- Cardinale Ludovico Ludovisi
- Cardinale Luigi Caetani
- Cardinale Ulderico Carpegna
- Cardinale Paluzzo Paluzzi Altieri degli Albertoni
- Papa Benedetto XIII
- Papa Benedetto XIV
- Papa Clemente XIII
- Cardinale Enrico Benedetto Stuart
- Papa Leone XII
- Cardinale Chiarissimo Falconieri Mellini
- Cardinale Camillo Di Pietro
- Cardinale Mieczysław Halka Ledóchowski
- Cardinale Jan Maurycy Paweł Puzyna de Kosielsko
- Arcivescovo Józef Bilczewski
- Arcivescovo Bolesław Twardowski
- Arcivescovo Eugeniusz Baziak
- Papa Giovanni Paolo II
- Cardinale Paolo Romeo
- Arcivescovo Darío de Jesús Monsalve Mejía